# Dale, Wisconsin
Dale là một thị trấn thuộc quận Outagamie, tiểu bang Wisconsin, Hoa Kỳ. Năm 2010, dân số của thị trấn này là 2.684 người.